# Lesley Sharp

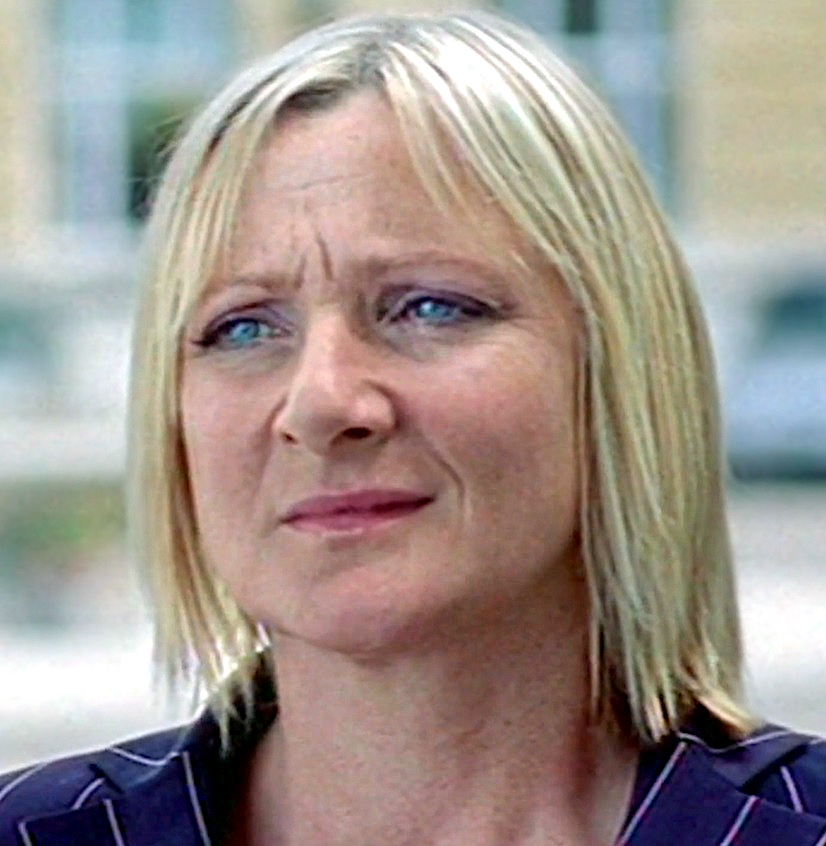
Lesley Sharp im Jahr 2003

Lesley Sharp (* 3. April 1960 in Manchester, England) ist eine britische Film- und Theaterschauspielerin.

## Leben und Leistungen
Sharp wuchs bei Adoptiveltern in Formby in der Merseyside auf - ihre leibliche Mutter hatte sie nach ihrer Geburt zur Adoption freigegeben, da sie sich des unehelichen Kindes nicht annehmen wollte. Bereits in ihrer Kindheit war sie sehr von der Schauspielerei angetan und sammelte erste Erfahrungen.
Mit 18 Jahren zog sie nach London und arbeitete dort erst im Victoria & Albert Museum, bevor sie die Guildhall School of Music and Drama besuchte. Ihre Schauspiellaufbahn begann sie mit ersten Rollen im britischen Film Rita, Sue and Bob Too sowie im Bühnenstück Road. 1989 spielte sie dann die Rolle der Jenny in Er? Will! Sie Nicht?.
Die Jahre darauf spielte sie Rollen in mehreren Filmen und Fernsehserien. Bekannte darunter sind Nackt, Der Priester, und From Hell. Auch in Fernsehproduktionen von Sendern wie BBC und ITV war sie häufig zu sehen. Bekannte Serien davon sind unter anderem Heißer Verdacht und Doctor Who. Auch in Deutschland wurde sie bekannt durch ihre Rolle der DC Janet Scott in der britischen Fernsehserie Scott & Bailey.
Da sie sich lange Zeit auf den Bereich Film und Fernsehen konzentrierte, vernachlässigte sie zehn Jahre ihre Bühnenkarriere. 2005 kehrte sie auch in diese Branche zurück und trat in dem Stück The God of Hell auf, für welches der amerikanische Dramatiker Sam Shepard das Screenplay schrieb. Die befreundete Schauspielerin Kathy Burke leitete das Projekt. Neben ihrer Film- und Fernsehlaufbahn, will Sharp in Zukunft auch wieder auf der Bühne aktiver werden.
Sharp spielte 2016 in der Netflix Originalserie Paranoid die Quäkerin Lucy Canonbury, die Augenzeugin eines Mordes wird. 
Sharp ist seit 1994 mit dem Schauspieler Nicholas Gleaves verheiratet. Das Paar lebt in London und hat zwei Söhne.

## Filmografie
- 1987: Rita, Sue und Bob dazu… (Rita, Sue and Bob Too!)
- 1987: Road
- 1987, 1990: Screenplay (Fernsehserie, zwei Folgen)
- 1988: Ein Kind der Liebe (The Love Child)
- 1989: Er? Will! Sie Nicht? (The Rachel Papers)
- 1990: Wedded (Fernsehfilm)
- 1991: Josie (Fernsehserie, eine Folge)
- 1991: Schliesse meine Augen – Begehre oder Töte mich (Close My Eyes)
- 1991: Performance (Fernsehserie, eine Folge)
- 1993: Nights (Fernsehserie)
- 1993: Nackt (Naked)
- 1993–1994: Frank Stubbs Promotes (Fernsehserie, 13 Folgen)
- 1994: The All New Alexei Sayle Show (Fernsehserie, zwei Folgen)
- 1994: Dandelion Dead (Miniserie)
- 1994: Der Priester (Priest)
- 1994: Syrup (Kurzfilm)
- 1995: Heißer Verdacht – Kind vermißt (Prime Suspect: The Lost Child, Fernsehfilm)
- 1995: The Peter Principle (Fernsehserie, eine Folge)
- 1997: Common As Muck (Fernsehserie, sechs Folgen)
- 1997: Ganz oder gar nicht (The Full Monty)
- 1997: The Moonstone (Fernsehfilm)
- 1997: Lloyds Bank Channel 4 Film Challenge (Fernsehserie, eine Folge)
- 1998–2000: Playing the Field (Fernsehserie, 14 Folgen)
- 1999: Great Expectations (Fernsehfilm)
- 1999: Daylight Robbery (Miniserie)
- 2000: Nature Boy (Miniserie, eine Folge)
- 2000–2001: Clocking Off (Fernsehserie, acht Folgen)
- 2001: From Hell
- 2001: Bob & Rose (Fernsehserie, sechs Folgen)
- 2002: Spyhole (Kurzfilm)
- 2003: The Second Coming (Zweiteiler)
- 2003: Cheeky
- 2003: Carla (Fernsehfilm)
- 2004: Carrie’s War (Fernsehfilm)
- 2004: Vera Drake
- 2005: Planespotting (Fernsehfilm)
- 2005: Born with Two Mothers (Fernsehfilm)
- 2005: Days of Darkness (Kurzfilm)
- 2005: Our Hidden Lives (Fernsehfilm)
- 2005–2006: Afterlife (Fernsehserie, 14 Folgen)
- 2006: The True Voice of Murder (Fernsehfilm)
- 2006: The True Voice of Prostitution (Fernsehfilm)
- 2008: Doctor Who (Fernsehserie, eine Folge)
- 2008: Tintenherz (Inkheart)
- 2008: The Children (Dreiteiler)
- 2009: The Diary of Anne Frank (Fünfteiler)
- 2009: Yorkshire Killer (Red Riding, Fernsehfilm)
- 2009: Moving On (Fernsehserie, eine Folge)
- 2009: Cranford (Fernsehserie, zwei Folgen)
- 2009: Auf doppelter Spur (Agatha Christie’s Poirot; Fernsehserie, Folge The Clocks)
- 2009: In Passing (Kurzfilm)
- 2010: Masterpiece Theatre (Fernsehserie, eine Folge)
- 2010: Whistle and I’ll Come to You (Fernsehfilm)
- 2011: The Walton Sextuplets: Moving On (Fernsehfilm)
- 2011: The Shadow Line (Miniserie, sechs Folgen)
- 2011: Shirley (Fernsehfilm)
- 2011–2016: Scott & Bailey (Fernsehserie)
- 2012: Peekaboo (Kurzfilm)
- 2012–2013: Starlings (Fernsehserie, 16 Folgen)
- 2013: Homeboys (Fernsehfilm)
- 2016: Paranoid (Fernsehserie, acht Folgen)
- 2017: Three Girls – Warum glaubt uns niemand? (Three Girls, Miniserie)
- 2021: Fate: The Winx Saga (Fernsehserie)
- 2024: Red Eye (Fernsehserie)